# Thalassoalaimus brevicaudatus
Thalassoalaimus brevicaudatus är en rundmaskart som beskrevs av Vitiello 1070. Thalassoalaimus brevicaudatus ingår i släktet Thalassoalaimus och familjen Oxystominidae. Inga underarter finns listade i Catalogue of Life.